# Tauchgebiet um die Similan-Inseln
Das Tauchgebiet (um die) Similan-Inseln umfasst die Tauchgebiete rund um die neun Similan-Inseln und ist Teil des Nationalparks Mu Ko Simlan.

## Tauch-Tourismus

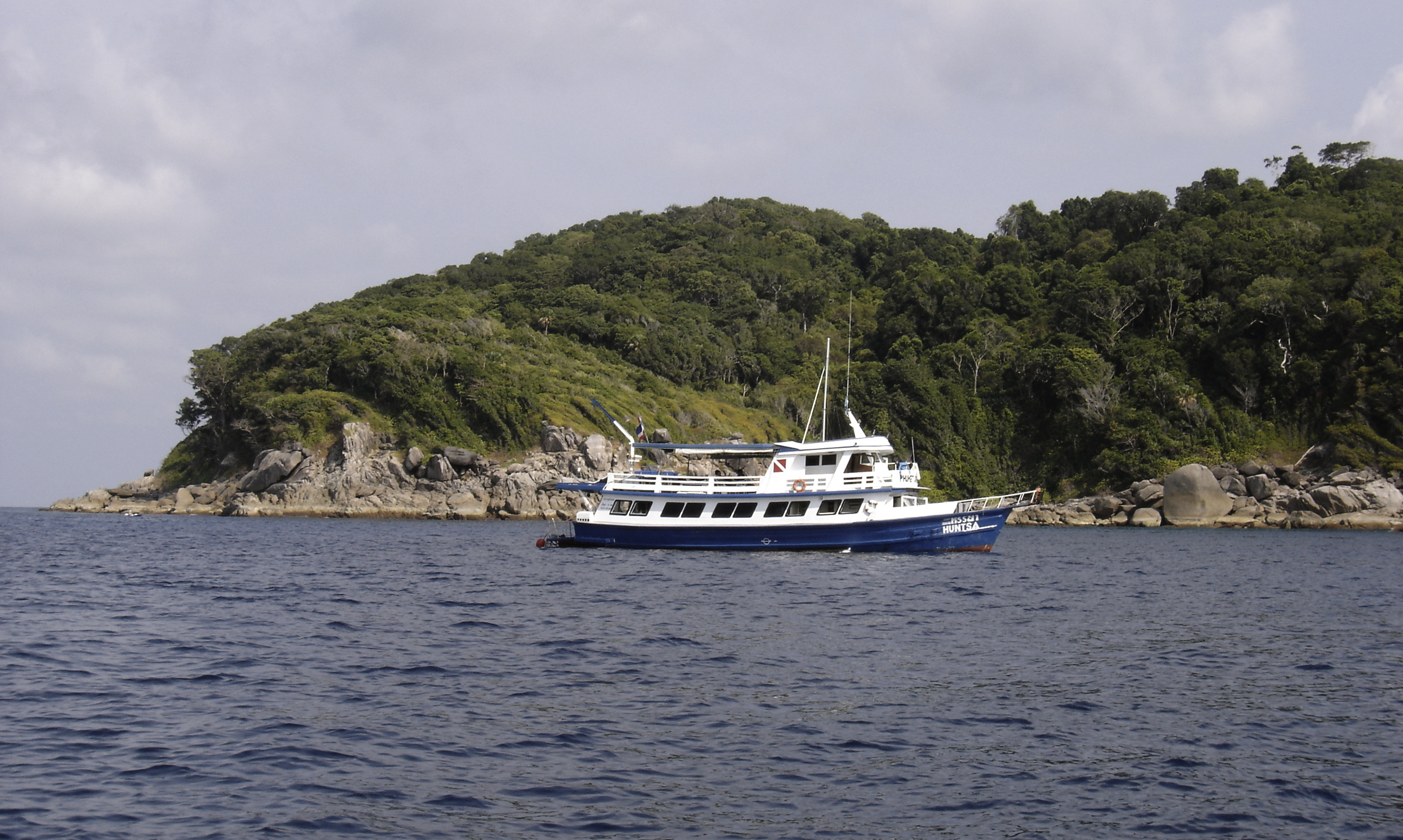
Tauchboot in einer Inselbucht

Die Wasserqualität und die Sichtweite, die bis zu einer Tiefe von 30 Metern reicht, sowie Flora und Fauna der Inseln ziehen zahlreiche Taucher an. Die beste Zeit für einen Besuch sind die Monate zwischen November und April. In den Monaten Mai bis Oktober ist der Park geschlossen – einerseits aus Sicherheitsgründen aufgrund des hohen Wellengangs, andererseits, um eine Regeneration des Nationalparkes zu ermöglichen.
Der Tsunami im Jahr 2004 hat einer Umfrage zufolge ebenfalls Spuren hinterlassen: Gab es im Dezember 2004 noch 65 Tauchveranstalter, waren im April 2005 nur noch 42 voll einsatzfähige übriggeblieben. In der folgenden Saison mussten die verbliebenen 35 Veranstalter durch das Ausbleiben der Touristen einen Rückgang von durchschnittlich 40,5 bis 63,6 5% an Tauchtagen im Vergleich zu einer durchschnittlichen Saison feststellen. Die Tauchboote beteiligten sich in der Folge des Tsunamis an Rettungen, Fürsorge und Instandsetzungen der Einrichtungen.
Die Grenze zwischen Naturschutz im Nationalpark und intensivem Tauchtourismus ist recht schmal, wobei das Tauchen im Korallenriff sowohl zur Zerstörung wie zur Erhaltung beitragen kann. Die in einer Studie untersuchte Auswirkung auf die Einstellung von Tauchern war sehr unterschiedlich: Die Wahrnehmung der Auswirkungen des Tauchens änderte sich nach dem Tauchgang, der erzieherische Einfluss überwog: die negativen Einflüsse der Anker und des Mülls auf die Korallen wurden von fast 30 % der Taucher wahrgenommen.
Die möglichen positiven Folgen des Tauchens wurden von Tagestouristen weniger stark eingeschätzt. Sahen die Taucher selbst Schäden, waren sie eher bereit an Projekten zur Rifferhaltung teilzunehmen. Die Notwendigkeit und der Nutzen der Aufklärung der Touristen konnte dadurch bestätigt werden. In ihren Flugblättern informiert die Nationalparkbehörde die Besucher über die Anfälligkeit der Korallen und ihrer Bewohner für externe Einflüsse, wobei bereits Studien angefertigt wurden, die die Bereitschaft der Touristen untersuchten, sich finanziell am Schutz der Natur und dem Management des Nationalparks zu beteiligen.
Die Strömungen rund um die Similans sind beträchtlich. Ein- und Mehrtagestouren werden angeboten, nächtliche Tauchgänge sind beliebt. Es gibt zehn ausgewiesene Tieftauchstellen. Boote starten meist aus dem am nächsten gelegenen Hafen Thap Lamu, aber auch von der ca. 100 km südöstlich gelegenen Insel Phuket. Man erreicht die Inseln in etwa 1½ bis ungefähr 3½ Stunden. Neben privaten Tour-Anbietern gibt es auch ein regelmäßig verkehrendes Fähr-Boot zum Festland und kleinere Boote zum Transport zwischen den Inseln. In den beliebten Buchten der Inseln ankern auch über Nacht mehrere Boote.
Die meisten Taucher übernachten direkt auf den Schiffen (Liveaboard mit Auffüllen der Pressluftflaschen). Auf den Inseln vier und acht bietet die Nationalparkverwaltung Duschen, Toiletten und Unterkunftsmöglichkeiten vom Steinbungalow mit Klimaanlage bis zum Zelt. Außerhalb dieser Unterkünfte ist das Campen aus Naturschutzgründen verboten.

## Mu Ko Similan Nationalpark
Der Nationalpark Mu Ko Similan (Thai: หมู่เกาะสิมิลัน) ist ein Nationalpark in der Provinz Phang Nga, Süd-Thailand. Er ist benannt nach der Inselgruppe der neun Similan-Inseln, die zusammen mit zwei weiteren Inseln den Nationalpark bilden. Der Meeres-Nationalpark wurde am 1. September 1982 als 43. Nationalpark in Thailand eingerichtet.

## Fauna

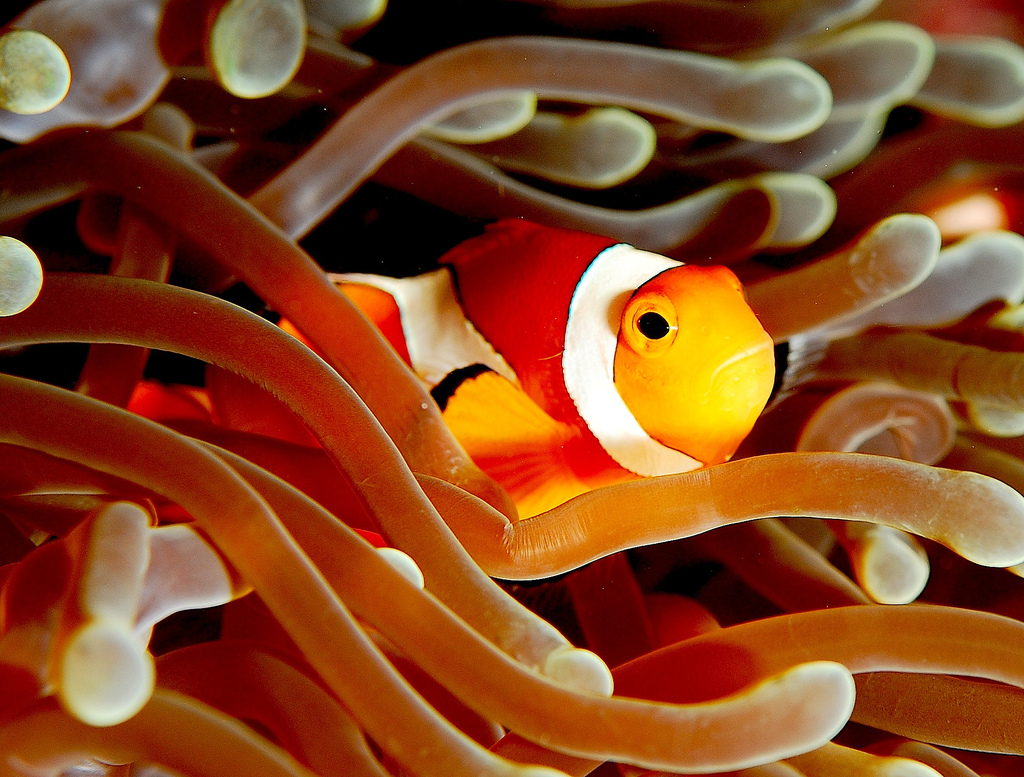
Falscher Clownfisch (Amphiprion ocellaris)

Ein Großteil des Meeresboden rund um die Inseln ist von Korallenriffen bedeckt, welches von Korallen und See-Anemonen bewohnt und gebildet wird. Das Überleben des komplexen Ökosystems basiert auf der symbiotischen Beziehung mit der Alge Zooxanthelle, die Sonnenlicht in Nährstoffe umwandelt. Dafür müssen allerdings bestimmte Umweltfaktoren wie Temperatur, Salzgehalt, Licht und Wellenaktivität stimmen. Es gibt Steinkorallen, Gorgonien-Fächer, Weichkorallen, Langusten, Krabben, Tintenfische, Schwämme, Seegurken und Riesenmuscheln. Zu den vielzähligen Korallenriff-Fischen gehören die Schmetterlingsfische, Clownfische, Kaiserfische, Süßlippen und Fahnenbarsche, selbst Gelblippen-Seeschlangen sind anzutreffen.